# جک آلنویک
جک آلنویک (انگلیسی: Jak Alnwick؛ زادهٔ ۱۷ ژوئن ۱۹۹۳) بازیکن فوتبال اهل بریتانیا است.
از باشگاه‌هایی که در آن بازی کرده‌است می‌توان به باشگاه فوتبال گیتزهد، باشگاه فوتبال نیوکاسل یونایتد، باشگاه فوتبال پورت ویل، و باشگاه فوتبال برادفورد سیتی اشاره کرد.
وی همچنین در تیم‌های ملی فوتبال زیر ۱۷ سال انگلستان و زیر ۱۸ سال انگلستان بازی کرده‌است.